# Doncricotopus dentatus
Doncricotopus dentatus är en tvåvingeart som beskrevs av Tuiskunen 1986. Doncricotopus dentatus ingår i släktet Doncricotopus och familjen fjädermyggor.
Artens utbredningsområde är Finland. Arten har ej påträffats i Sverige. Inga underarter finns listade i Catalogue of Life.